# 凍上

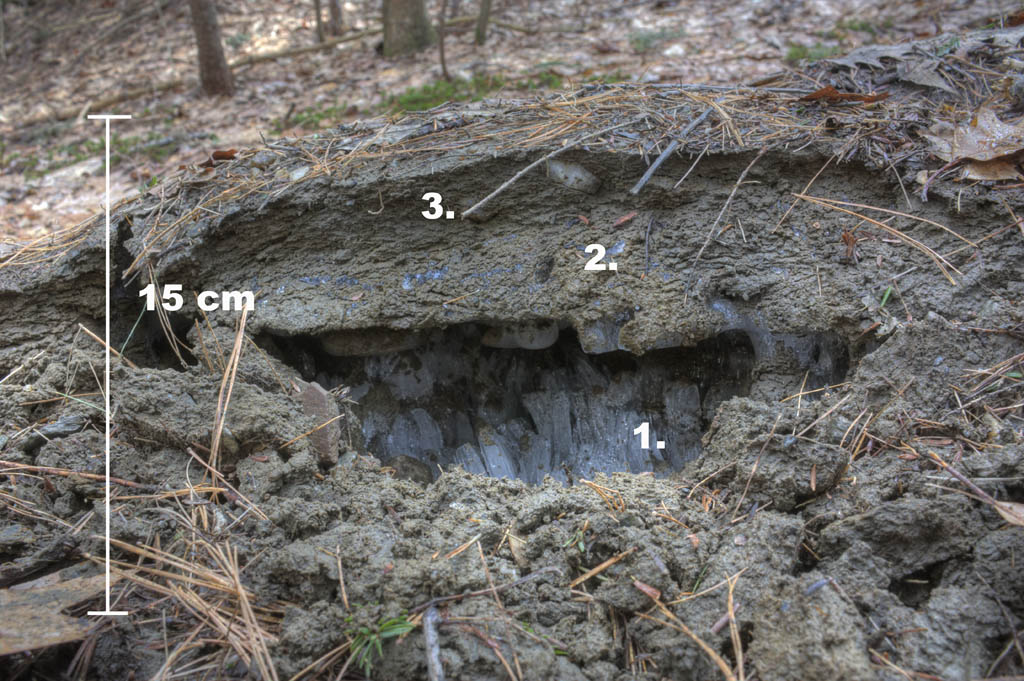
春の融雪期の凍上の構造。15cmの凍上の側面の土を除去した所。下から上に向かって順に：
(1)霜柱。これは下方にある地下水面から多孔質の土壌を通じて上がってきた水が凍結面の所から上へ立ち上がったものである。
(2)「氷と土壌が混合した層」。これはそれまで凍結・解凍を受けてきた層である。
(3)一番上の「持ち上げられた土」
がみられる。
この写真は2010年3月21日に米国バーモント州ウィンザー郡ノーウィッチ町で撮影された。

凍上（とうじょう、英: frost heave）とは、寒気によって土壌が凍結して地中に形成された氷（アイスレンズ）により土壌が持ち上がる現象のことである。
寒冷地では凍上により建物等への被害が発生し、これを凍上害（frost-action damage）とよぶ。

## 概要
凍上は大気の気温が氷点下の場合に、地面の下で氷が形成された結果として起こる現象である。
土中の氷は、凍結面から出来始めて、熱が失われる方向（即ち地面に向かって鉛直上方）へ成長する。氷が成長するためには水が供給され続ける事が必要で、また成長していく氷はその上に被さっている土壌により上から押さえられ、その押さえる力が氷に荷重を与えるため、氷が鉛直上方へ成長する事が妨げられて横へ広がり、それによりレンズ型の氷が土中に形成される事になる（これを「アイスレンズ」と呼ぶ）。それでもなお、一つあるいは複数のアイスレンズが土中に出来れば、それは上に乗っている土の層を持ち上げるに十分な力を持っており、時には30cm以上持ち上げる事もある。故に凍上が起こった土の中には、無数のアイスレンズが地面に平行に入っていることが確認される。土中の水分が凍れば常に凍上が起きるのではなく、氷晶分離凍結と呼ばれる凍り方によって、土を含まない純粋な氷としてアイスレンズが形成されるものでないと、凍上は発生しない。
アイスレンズへ水を供給する側の土の土質は、毛細管現象を起こす事が出来る多孔質の土質でなければならないが、毛細管現象の連続性が損なわれるほどの多孔質であってはならない。そのような土壌は「凍上性」の土と呼ばれる。毛細管現象によって下から上がってくる水が、凍結面の所で凍結する事が続く事によりアイスレンズが成長していく。

場所により凍上の程度が違うと、舗装にひび割れを生じさせたり、建物の基礎を破損させたりする。また、凍上が見られるのは土壌のみにとどまらず、アスファルトやコンクリート、生物においてでも起こるとされている。
霜柱は凍結期の初期、まだ凍結面が土中深くへ達していない時期に起こるもので、本質的には凍上と同じ現象である。この時期は凍結面がさほど深くないため、凍上として持ち上げられる土層がないというだけの違いである。

## 凍上の仕組み

### 過去の凍上の研究
1694年にBeskowが土中の凍結の影響を書き残している。
Taberは、「凍上は氷点下になる前に既に土中にあった水のモル体積が、凍結に伴って膨張する結果として起こる。つまり土中における水の移動は大きな影響を持たない」とする仮説を否定した。
水は、そのバルク凝固点において水から氷に相転移するとき、モル体積が約9％膨張するので、モル体積の膨張によって起こりうる最大の膨張量は9%となるであろう。しかし、その9%の膨張が起こったとしても、氷が土中で水平方向には全く広がる事が出来ず、体積の膨張が全て上下方向に向かうと仮定した場合にのみ、9%の膨張がすべて凍上に寄与できる。Taberは、凍上における鉛直方向の土の変位量は、モル体積膨張によって可能な量よりも、かなり大きくなる場合もあるという事を示した。
氷というものは、液体の状態（水）よりも体積が増える性質があり、この性質は様々な化合物の中でも異質なものである。多くの化合物は液体から固体へ相転移するときに体積が減少する。Taberは、液体の水が土中の凍結面に向かって流れる事を示した。また彼は、凝固すると収縮するベンゼンのような他の液体を使っても、同様の現象が起こる事を示し、ベンゼンでも凍上が起こる事を示した。
これによりモル体積の変化は凍土を鉛直方向に変位させる主な機構ではないと結論づけられた。彼の実験では更に、上方からのみ冷やして温度勾配を作った土の柱の中でアイスレンズが成長する様子を示した。

#### 日本における過去の研究
後で述べるように、日本の寒冷地域（北海道や東北など）において特に鉄道での凍上被害が甚大であり、その対策の為に日本における凍上研究は始まったと言える。その第一人者として挙げられるのが中谷宇吉郎である。戦時中、凍上は重要な研究対象となっており、中谷は札幌鉄道局（現JR北海道）より凍上研究を委嘱された。また、その中谷が参考とした先行研究に自由学園の『霜柱の研究（1936）』がある。日本における凍上研究のルーツはここに在ると言っても過言ではない。

##### 座屈説
座屈説とは、凍上の原因はその地中の路盤を一枚の板として考えて、凍結し体積が膨張した結果垂直に路盤が湾曲してしまうことに因る、というものである。
これは東京理研の黒田正夫と早稲田大学の木村幸一郎によって立てられた説だが、北海道大学の荒川によって否定されている。（『低温科学（1944）』）

##### 研究の中心
中谷が所属していた北海道大学理工学部は、日本における凍上研究のメインストリームに位置していた。戦時中、札幌鉄道局において凍上対策委員会が作成されたが、鉄道省官房研究所とともに北海道大学が中心となって研究が行われた。

### アイスレンズの成長
凍上において土が持ち上げられる主な原因は、アイスレンズが成長する事である。凍上の期間中、土を含まない純粋な氷であるアイスレンズが一つあるいは複数個成長し、それが成長する事により、その上に載っている土が持ち上げられる。アイスレンズは、土の中で凍結面よりも深い（つまり地温が氷点よりも高い）所にある地下水源から水が補給され続ける事により成長する。アイスレンズが形成されるには、多孔質の構造を持つ凍上性の土があって毛細管現象が起こり、水がアイスレンズに向かって流れる事が不可欠である。
多孔質の土壌の中に閉じ込められた液体に働くギブス・トムソン効果によってバルク凝固点よりも低い温度の所に形成されつつあるアイスレンズに水が到達する。土中の非常に微細な穴の曲率はとても大きいので、そのような媒体の中ではバルク凝固点より数十度低い温度でも液相が熱力学的に安定でありうる。

水を輸送する別の効果として、アイスレンズの表面、および氷と土壌粒子の間に、原子数個分の液体の水の層が保たれる事がある。1860年にFaradayは、前駆融解(Premelting)した水による凍っていない層について報告した。氷は、それ自身の水蒸気に対して前駆融解し、また二酸化ケイ素と接触しても前駆融解する。

### マイクロスケールの過程
表面での前駆融解を引き起こしている分子間力と同じ分子間力が、形成されつつあるアイスレンズ底面側の分子スケールで凍上に寄与している。氷が微細な土の粒子を取り囲むと氷が前駆融解し、粒子を取り囲んでいる水の薄い膜の融解と再凍結による温度勾配の中で、土の粒子は下向きに温かい側へ向かって動かされる。そのような薄い膜の厚みは温度に依存しており、粒子の冷たい側の方が薄い。
水は、過冷却の液体の状態にあるときよりも、氷塊の状態にあるときの方が自由エネルギーは低い。従って、粒子の温かい側から冷たい側へ流れる水が補充され続け、それにより温かい側により厚い膜を再構築しようとして融解が続く。粒子は、Faradayが「熱的再凍結」(thermal regelation)と呼んだ過程の中で、温かい土に向かって下向きに移動する。この効果によってアイスレンズは土の粒子を追い出しながら成長し、純粋な氷となる。従って、温度勾配が1℃ km-1くらい低ければ、それぞれのマイクロメートル大の土壌粒子の周りを取り囲んでいる10ナノメートルの凍っていない水の膜が、その土壌粒子を一日に10マイクロメートルも移動させる事が出来る。アイスレンズが成長するにつれて、それが上に載っている土壌を持ち上げ、毛細管現象によりアイスレンズの水を凍結面に引き寄せつつ、下にある土壌は分離する。

## 凍上災害
凍上は土のみならず、コンクリートの道路でも発生するために、地下の管の類などが壊れてしまったり、木の根などが傷つけられることもある。このような被害を凍上災害、あるいは凍上害という。
凍上の際に働く力は、一次凍上で一平方センチメートルあたり数キログラム、二次凍上では数百キログラムにのぼると言われており、家屋でさえ持ち上がってしまうという甚大な被害をもたらすこともある。
寒冷地でも雪の多い所では凍上が起こりにくい。積雪があるとそれが断熱材の役割をして、地表が冷えにくくなるからである。このため、北海道の場合、雪の多い日本海側は凍上が発生しにくい。これに対して、寒冷で雪の少ない地方では地中深くまで冷やされるため凍上が発生しやすい。このため、北海道では北見・帯広・釧路（道東）などで凍上が起こりやすい。また、雪の多い地方であっても除雪されている道路や鉄道では凍上が起こりやすい。

### 凍上対策
凍上の対策としては、土中の凍結性を低めることが一つあげられる。
土を砂利に交換する、断熱材をはさむ、防水加工を施すなどと言った風に、土壌の管理をしていくのである。
鉄道においては、枕木の高さを一つ一つ凍上の隆起の程度にあわせて変えるといった、地道な作業がとられていた。

## 凍上性の土壌

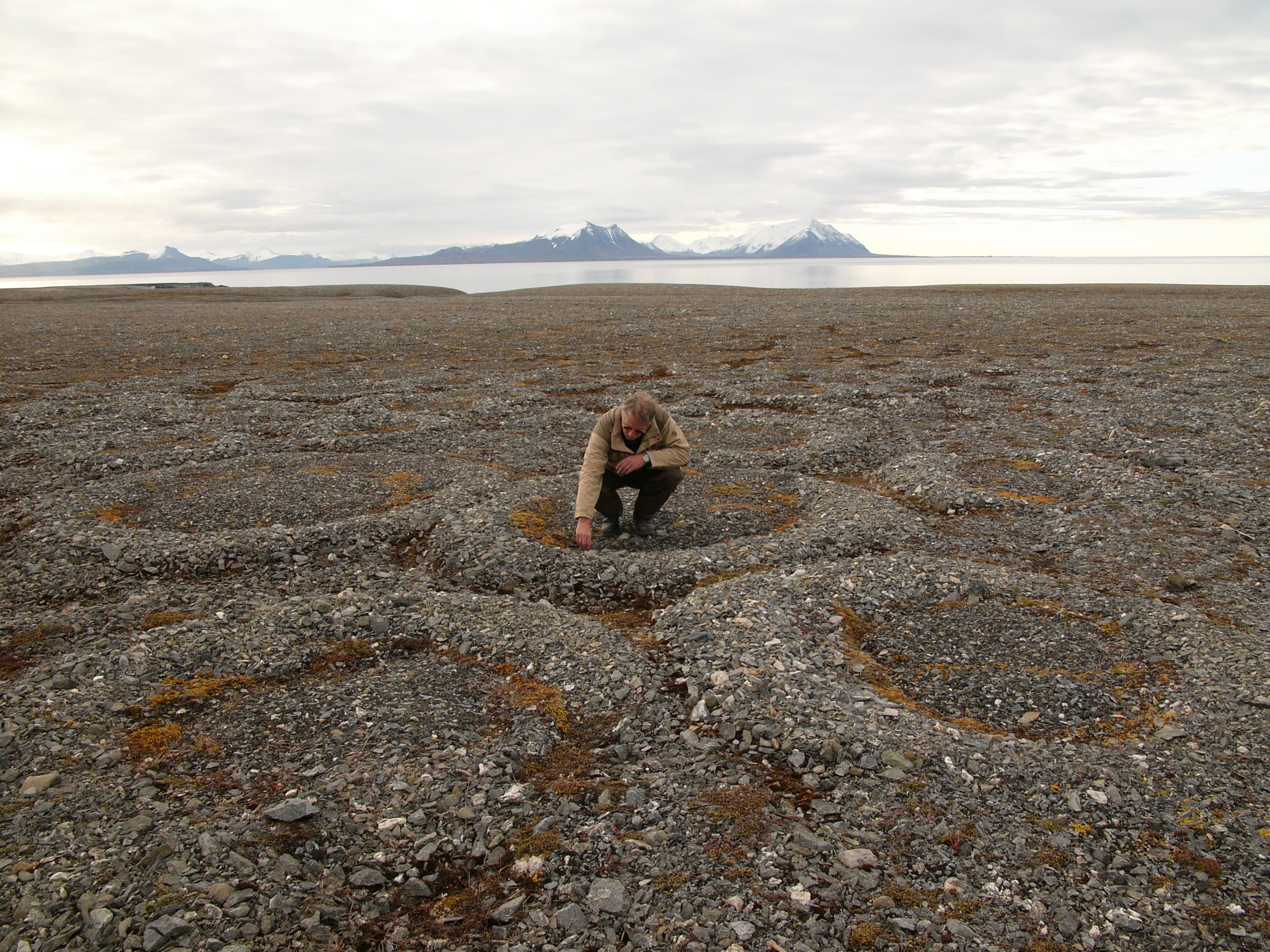
部分的に融解して崩落したリサルサ(永久凍土にある持ち上げられた土手)が、環状の構造を残している。撮影地：スヴァールバル諸島。

凍上が起こるには凍上性の土壌と、下方（地下水面）から連続的に水が供給される事、そして土中の温度が氷点下になる事が必要である。凍上性の土壌とは、毛細管現象が促進されるような粒子間の隙間と粒子の表面積を持った土壌である。微細な粒子を含むシルト質あるいはローム質の土壌が、凍上性の土壌の例である。様々な機関が、10%以上の構成粒子が0.075mm(No.200)のふるいを通る場合、あるいは3%以上の構成粒子が0.02mm(No.635)のふるいを通る場合、それを凍上性の物質に分類している。Chamberlainは凍上性をより直接的に測定する別の方法を報告している
。
非凍上性の土壌は、密度が高すぎて水が流れにくい（透水性が低い）か、あるいは隙間が空きすぎていて毛細管現象が起きにくい土壌である。その例を挙げれば、密度の高い粘土の場合は隙間の大きさが小さすぎて透水性が悪く、またきれいな砂や礫の場合は微細な粒子の数が少なすぎて隙間が空きすぎており毛細管現象が起こらない。

## 凍上により作り出される地形

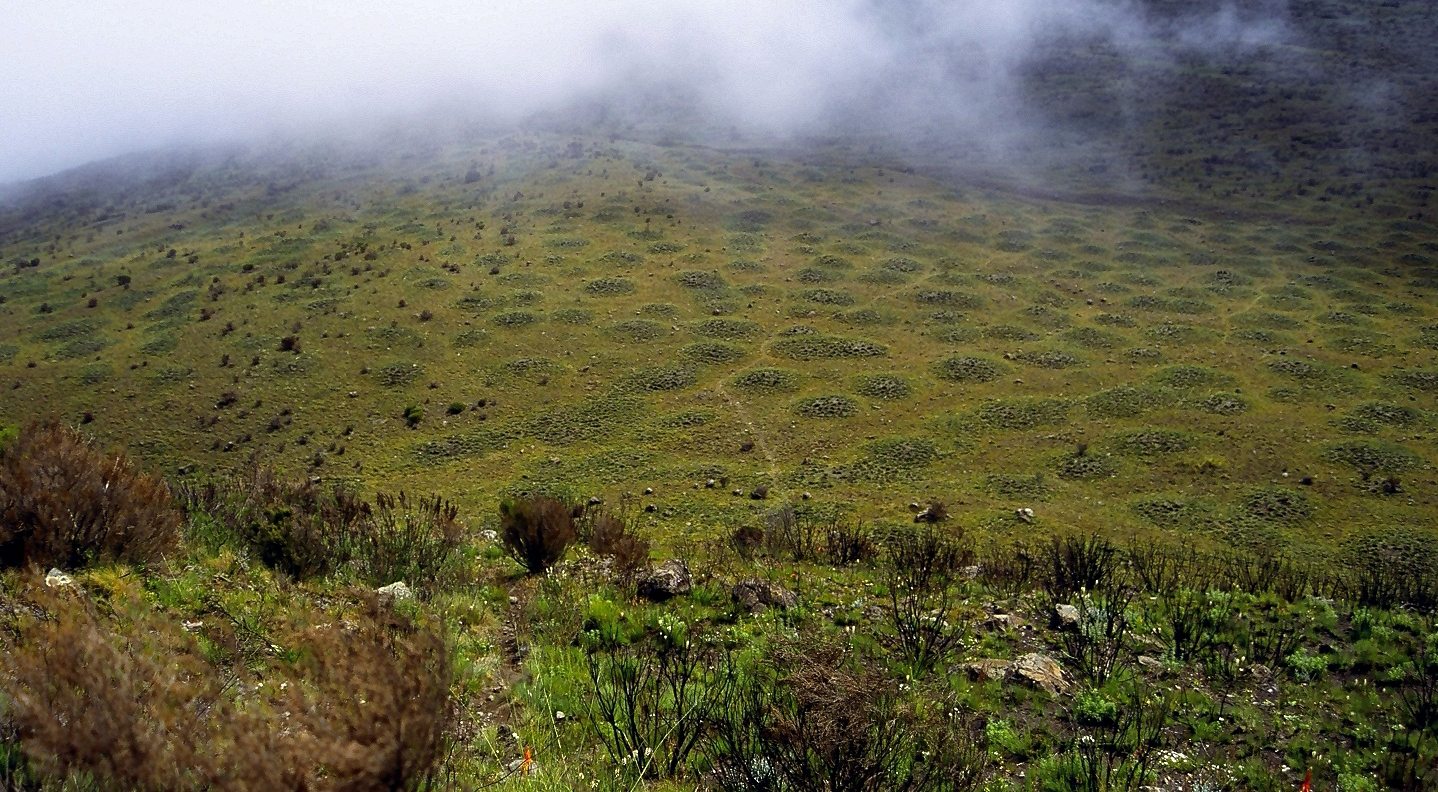
ケニア山のMugi Hillの下の高山地域ではパルサ (不連続な永久凍土の中にある有機質に富む土壌が持ち上げられたもの）が見られる

凍上は、持ち上げられた土壌に環状、多角形状、縞状などの多様な地形を作り出す。これらのうち、有機質に富む土壌に出来るものはパルサ(palsa)と呼ばれ、より鉱物の多い土壌
に出来るものはピート(peat)、あるいはリサルサ(lithalsa)などと呼ばれる
。
その一例はスヴァールバル諸島に見られる石で覆われたリサルサ（持ち上げられた土手）である。凍上は図で示されたケニア山のパルサのように、赤道付近の高山地域でも起こる。
北極の永久凍土の地域では、凍上と似た仕組みで地面が持ち上げられる事により、数百年掛けて高さ60mに及ぶ大きな地形が作られる。これはピンゴ (地形)(pingo)という名前で知られる。これは毛細管現象の代わりに地上の湧き水の供給を受けて凍上が成長するものである。
凍上によって作られたと思われる多角形状の地形がマーズ・グローバル・サーベイヤーのMars Orbiter Camera（MOC）、およびマーズ・リコネッサンス・オービターのHiRISE Cameraによって火星の極地域付近で観測された。2008年5月にはフェニックス探査機がそのような多角形状の凍上の風景が見える場所に着陸し、すぐに地面下数センチの所で氷を発見した。